# Козуљски рејон
Козуљски рејон (рус. Козульский район) је општински рејон у западном делу Краснојарске Покрајине, Руске Федерације.
Административни центар рејона је насеље Козуљка (рус. Козулька), које је удаљено 118 км западно од Краснојарска.
То је један од најмањих рејона у Краснојарској Покрајини. Рејон, унутар своје територије, обухвата 34 насеља.
Суседни рејони су:
- север: Бириљуски рејон;
- исток: Јемељановски рејон;
- југ: Балахтински рејон;
- југозапад: Назаровски рејон;
- запад: Ачински рејон;
- северозапад: Бољшеулујски рејон.

Укупна површина рејона је 5.305 km².
Укупан број становника рејона је 16.579 (2014).